# McDonald's Treasure Land Adventure
McDonald's Treasure Land Adventure est un jeu vidéo de plate-forme basé sur la marque McDonald's, développé par Treasure Co. Ltd puis édité par Sega en 1993 sur Mega Drive.